# Nuno Rogeiro
Nuno de Assis Simões Costa Rogeiro ComIH (Portugal, 13 de dezembro de 1957) é um comentador e analista político português.

## Biografia
Filho de Clemente Rogeiro e de sua mulher Maria da Conceição Simões Costa e irmão mais velho de Clemente Simões Costa Rogeiro, Advogado.
Frequentou o Liceu Pedro Nunes e a Faculdade de Direito da Universidade de Lisboa. Integrou a Assembleia de Representantes da Faculdade e co-fundou o MID, Movimento Independente de Direito, independente das jotas dos partidos, nas eleições para a AAFDL, com Pedro Santana Lopes, José Manuel Sequeira, Fernando Larches Nunes, João Miguel Guedes, José Saldanha Bento, Miguel Coelho e João Gonçalves Ferreira, entre outros. 
A sua carreira seria dedicada à comunicação social, com uma especial preferência pelo jornalismo político e, nomeadamente, pela política internacional, tendo passado pela imprensa escrita, pela rádio e televisão. Foi redator dos jornais "O Dia", "A Rua", "O Século", director-adjunto do semanário "O Diabo" (até 1994), cronista do "O Independente" e da revista "K"; comentador da TSF, da Rádio Comercial e da Rádio Nostalgia. 
O seu programa Desmancha-Prazeres, com Vasco Pulido Valente, valeu-lhe o prémio Se7e de Ouro, em 1992. Na televisão, notabilizou-se no comentário de conflitos internacionais, nomeadamente com o acompanhamento da Guerra do Golfo, na RTP1, e da Guerra do Iraque, na SIC. 
Nesta última estação dirigiu Por Trás das Grades, em 2008, um programa especial sobre o campo de prisioneiros de Guantánamo. Além disso colaborou no desenvolvimento da Enciclopédia Polis, a primeira de ciências sociais do país, e ajudou a fundar a revista "Futuro Presente", com Jaime Nogueira Pinto.
Pelo seu trabalho televisivo, ganhou os prémios da Crítica e do público, instituídos pela Revista «TV Guia», em 1994. 
Leccionou as disciplinas de Direito Constitucional e História das Ideias Políticas, na Faculdade de Direito da Universidade Lusíada de Lisboa, onde esteve envolvido na criação do Departamento de Relações Internacionais. Já antes tinha sido monitor de Ciência Política, na Faculdade de Direito da Universidade de Lisboa.
Criou e apresentou, com Martim Cabral, o programa Sociedade das Nações, na SIC Notícias, entre 2003 e 2015, é colunista na revista Sábado , com a coluna sindicada «Relatório Minoritário». Foi co-director do Instituto Euro-Atlântico - Associação para o Desenvolvimento das Relações Internacionais[ligação inativa], com Jaime Nogueira Pinto, membro fundador da Associação portuguesa de Ciência Política e membro do Comité Nacional da UNESCO.
Foi conferencista em diversas instituições, incluindo o Wilton Park Conferences e o Salzburg Seminar, o ICT de Herzelyah e em seminários sobre terrorismo organizados pelo programa Euromed, na Jordânia e no Marrocos. Foi representante pessoal do MNE português para questões do terrorismo, na União Europeia, a seguir ao 11 de Setembro, no executivo Durão Barroso.
A 18 de Fevereiro de 2016 foi feito Comendador da Ordem do Infante D. Henrique.
Casou com Danijela Bokor, jurista Croata, ex-chefe de gabinete do presidente do Conselho Municipal de Zagreb, pós-graduada em Direito Internacional Público pela Faculdade de Direito da Universidade de Villanova (EUA), em 1993.
Desde 2016 que, para além de ser comentador a analista político da SIC, é comentador na rubrica do Jornal das Duas de análise internacional denominada Leste/Oeste, que é transmitida na SIC Notícias aos domingos, sensivelmente às 14 horas. Após o início da invasão russa da Ucrânia, em Fevereiro de 2022, Rogeiro e José Milhazes foram dos principais comentadores nos noticiários da SIC e SIC Notícias sobre este conflito militar. Em Setembro de 2022, Rogeiro e Milhazes iniciaram uma rúbrica semanal às terças-feiras no Jornal da Noite da SIC, denominada Guerra Fria, com enfoque em assuntos militares e internacionais, nomeadamente a Guerra Russo-Ucraniana. Em Fevereiro de 2025, a rúbrica Guerra Fria foi transferida para os domingos (ocupando o espaço até então usado para o comentário semanal de Luís Marques Mendes), iniciando Rogeiro a rúbrica Jogos de Poder nas edições do Jornal da Noite de terça-feira, também sobre assuntos internacionais e militares.

## Obras
- O Pacto Donald. Trump: Novo Contrato com a América ou Fraude? (2017)
- Menos que Humanos. Imigração Clandestina e Tráfico de Pessoas na Europa (2016)
- O Mistério das Bandeiras Negras. Ascensão e Queda do Dito Estado Dito Islâmico. (2015)
- Obama em Guantánamo: A Nova segurança Americana
- Para Além de Bin Laden (em co-autoria c/ J. Meacham et al)
- Na Rua Árabe -  Causas e Consequências das Revoltas no Médio Oriente (2011)
- A Corda do Enforcado -  Análise Política das Crises (2007 - 2013)
- Guerra em Paz. A Defesa Nacional na Nova Desordem Mundial
- O Inimigo Público: Carl Schmitt, Bin Laden e o Terrorismo Pós-Moderno (2003)
- Jünger: A Importância de se chamar Ernst
- O Sistema Constitucional da Rep. Fed. da Alemanha
- O Sistema Constitucional dos EUA
- O que é a política? I e II
- Portugal em Mudança (co-autoria M.R. de Sousa, J.B. de Macedo e.a.) (1989)
- Legislação de Direito Constitucional (em co-autoria, F. Seara, R.L.Pinto, F. Bastos, J.M.Correia) (1988)